# Lilla Aspasjön
Lilla Aspasjön är en sjö i Lindesbergs kommun i Västmanland och ingår i Norrströms huvudavrinningsområde. Sjöns area är 0,038 kvadratkilometer och den är belägen 87,4 meter över havet.